# Hay Point
Hay Point ist ein Ort in der Mackay Region von Queensland, Australien. Er liegt an der Küste der Korallensee etwa 15 Kilometer Luftlinie südöstlich von Mackay und 951 Kilometer nordnordwestlich von Brisbane. Bei der Volkszählung 2021 hatte der Ort 1300 Einwohner.
Hay Point ist bekannt als einer der weltweit größten Kohle-Verladeterminals. Seine beiden weit ins Meer reichenden Verladebrücken haben sieben Liegeplätze für Kohlefrachter. Er ist per Eisenbahn mit den Tagebau-Kohleminen Queenslands verbunden. Abbot Point, ein anderer wichtiger Kohle-Verladeterminal, liegt an derselben Küste rund 200 Kilometer weiter nördlich.
Der Tidenhub von 7,18 Metern ist der höchste an der australischen Ostküste.
Die Wohngebiete von Hay Point liegen einerseits landeinwärts westlich des Hafenterminals und erstrecken sich andererseits südlich des Hafens entlang des zwei Kilometer langen Strandes Salonika Beach.